# Saint-Brisson
Saint-Brisson település Franciaországban, Nièvre megyében. Lakosainak száma 252 fő (2022. január 1.). Saint-Brisson Saint-Agnan, Champeau-en-Morvan, Alligny-en-Morvan, Dun-les-Places és Gouloux községekkel határos.

## Népesség
A település népessége az elmúlt években az alábbi módon változott:
| Lakosok száma | 281  | 271  | 269  | 264  | 261  | 260  | 257  | 255  | 252  |
|               | 2013 | 2015 | 2016 | 2017 | 2018 | 2019 | 2020 | 2021 | 2022 |